# Большевизация Советов
Большевизация Советов — процесс завоевания РСДРП(б) большинства в Советах во второй половине 1917 года. Процесс протекал особенно активно после Корниловского мятежа в течение сентября — октября 1917 года и сопровождался вытеснением из этих органов власти ранее доминировавших в них умеренных социалистов, в первую очередь эсеров и меньшевиков.
В ходе этих процессов к началу Октябрьской революции большевики добиваются большинства, в первую очередь, в Советах рабочих и солдатских депутатов крупных промышленных городов, получают до 90 % мест в Петросовете и до 60 % в Москве. 17 сентября 1917 года председателем Президиума Моссовета становится большевик В. П. Ногин, 25 сентября Петросовет возглавляет Л. Д. Троцкий. Опираясь на своё твёрдое большинство в Петросовете, большевики смогли, несмотря на противодействие ВЦИК, созвать II Всероссийский съезд Советов рабочих и солдатских депутатов и подготовить Октябрьское вооружённое восстание.

## Предпосылки
В целом к середине 1917 года наблюдается сильный крен общества влево: численность партии эсеров возрастает до 700—800 тыс. чел., большевиков — 350 тыс., меньшевиков — 150—200 тыс. В то же время численность партии кадетов составляет всего 70-80 тыс. чел. Советы всех уровней начиная с момента формирования во время Февральской революции состоят на 100 % из левых.
Умеренная либеральная партия кадетов летом 1917 года продемонстрировала дрейф «вправо», поддержав Корниловское выступление («корниловский мятеж»).
К осени 1917 года становится очевидной неспособность Временного правительства справиться с нарастающей анархией. Политика продразвёрстки провалилась, нормы хлеба в Петрограде и Москве были уменьшены до 0,5 фунта на человека в сутки. Резко участились самозахваты помещичьих земель в деревнях. Продолжался развал экономики. Реальные доходы заводских рабочих дошли до 40 % от довоенных, в городах возник «чёрный рынок» продовольствия, цены на котором в три раза превышали «твёрдые цены». Массовые закрытия заводов и перебои с продовольствием привели к резкому росту забастовочного движения в городах: количество забастовщиков доходит до 2,4 млн чел.
| «Полевение» Временного правительства          | «Полевение» Временного правительства |
| Время                                         | Количество министров- социалистов    |
| --------------------------------------------- | ------------------------------------ |
| Первый состав (2 марта 1917)                  | 1 из 11 (эсер Керенский)             |
| Второй состав (по итогам апрельского кризиса) | 6 из 16                              |
| Третий состав (по итогам июльского кризиса)   | 7 из 16, председательство Керенского |
| Четвёртый состав (сентябрь-октябрь)           | 7 из 16                              |

Критику также вызывало нежелание Временного правительства созывать Учредительное собрание. Ричард Пайпс обращает внимание на то, что, например, в 1848 году, после падения Июльской монархии, во Франции Учредительное собрание было созвано через два месяца, в 1918 году, после Ноябрьской революции в Германии — через четыре месяца после установления новой власти. Временное правительство за всё время своего существования так и не созвало Учредительное собрание. Даже меньшевистская газета «Свободная жизнь» заявляла, что созыв Собрания отложен правительством на «страшно длинный срок, какого не знала ни одна европейская революция».

## Демарш большевиков в Предпарламенте
20 сентября (3 октября) 1917 Всероссийское демократическое совещание сформировало новый представительный орган, Предпарламент, в котором большевики получили лишь 58 мест из 555. Отношение радикальных социалистов к этому органу было отрицательным, так как значительное влияние в нём имели представители «цензовой буржуазии» («цензовые элементы»). Ленин заявил, что «единственное назначение [Предпарламента] — отвлечь рабочих и крестьян от растущей революции» и 29 сентября (12 октября) 1917 назвал решение большевиков участвовать в его работе «позорным» и «вопиющей ошибкой». По мнению Троцкого, меньшевики и эсеры учреждением Предпарламента намеревались «безболезненно перевести советскую легальность в буржуазно-парламентскую легальность». Вместе с тем ряд большевиков, в первую очередь Каменев и Рязанов, выступали против бойкота Предпарламента. По воспоминаниям Троцкого, «[на заседании большевистской фракции в Предпарламенте] я проводил бойкотистскую точку зрения невхода [в Предпарламент], а Рыков — входа. Только после этого получилось письмо Ленина из Финляндии, где он поддерживал бойкотистскую точку зрения фракции… после этого заседание ЦК имело характер попытки поставить последние точки над i, внести полную определённость в положение. В поведении партийных ячеек, в полках, в поведении комиссаров чувствовалась большая неопределённость».
7 (20) октября 1917 глава большевистской фракции в Предпарламенте Троцкий объявил об окончательном отказе большевиков далее участвовать в работе этого органа, заявив, что «…создана власть, в которой и вокруг которой явные и тайные корниловцы играют руководящую роль… Цензовые элементы вошли во Временный совет в таком количестве, на какое, как показывают все выборы в стране, они не имеют права… С этим правительством народной измены … мы ничего не имеем общего… да здравствует немедленный, честный демократический мир, вся власть Советам, вся земля народу, да здравствует Учредительное собрание!»

## Радикализация общественного мнения
14 октября 1917 эсеровская газета «Дело народа» заявила правительству, что «нужно дать, наконец, массам почувствовать осязательные результаты революции, ибо семь месяцев революционного бесплодия привели к разрухе, к анархии, к голоду».
Л. Д. Троцкий на заседании Петросовета 16 октября 1917 года отметил, что «приехавший из деревни чернорабочий, простаивая часы в „хвостах“ [очередях], проникается, естественно, ненавистью к тем, кто лучше одет и богаче его, так как богач достаёт, платя вдвое, все продукты без карточек. Его ненависть переносится затем и на тех, кто образованнее его; кто иначе верит, чем он, и т. д. Мы этих чернорабочих понимаем и относимся к ним иначе, чем буржуазная сволочь, которая хочет их расстрелять».
В конце октября (к ноябрю) 1917 года  Армия воюющей страны стремительно разваливается; дезертирство стало повальным — до 1,5 млн человек по данным на указанный период. Процесс отделения национальных окраин начал выходить из-под контроля.
Ричард Пайпс в своей работе «Большевики в борьбе за власть» обращает внимание на общую радикализацию российского общественного мнения, произошедшую к ноябрю 1917 года. Общество всё более отвергало умеренные альтернативы, склоняясь к поддержке либо правых корниловцев («военная диктатура»), либо радикальных социалистов (большевиков). Кроме того, в течение 1917 года происходит сильное «полевение» и Временного правительства за счёт увеличения количества «министров-социалистов». Партия меньшевиков потеряла популярность, отчасти из-за своего широкого участия во Временном правительстве. По результатам выборов в Учредительное собрание большинство также оказалось левым, а Партия меньшевиков набрала всего 2-3 % голосов.

## Большевизация Советов

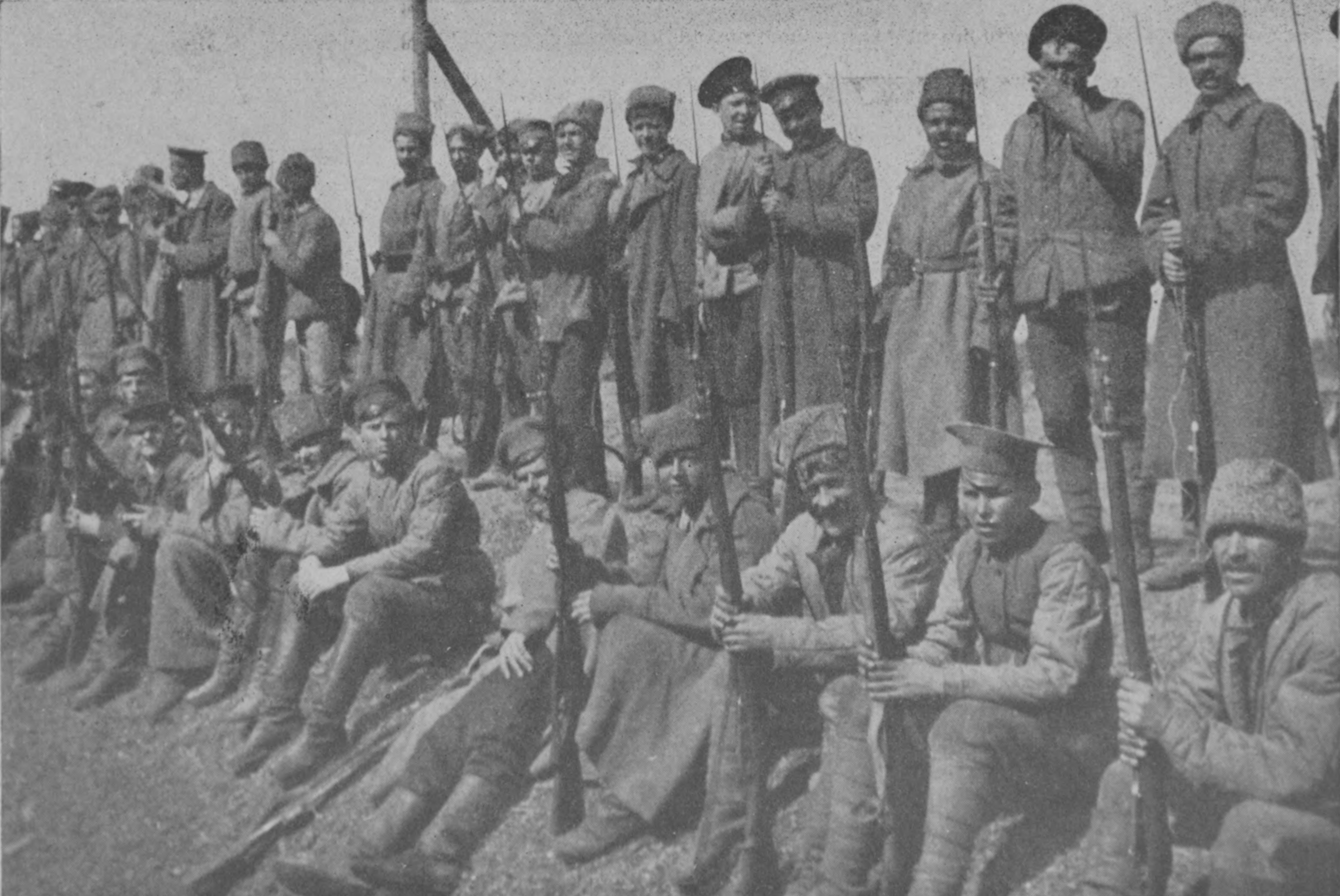
Красногвардейцы в 1917 году

На этом фоне в августе — октябре 1917 года происходит активная «большевизация Советов». К началу ноября 1917 года большевики занимают до 90 % мест в Петроградском Совете, до 60 % в Московском, большинство мест в 80 местных Советах крупных промышленных городов. В Исполкоме рабочей секции Московского Совета рабочих и солдатских депутатов в ходе выборов 18-19 сентября 1917 года большевики получают 32 места, меньшевики — 16, эсеры — 9, объединёнцы — 3, большевики одерживают победу на выборах 11 из 17 районных дум. В то же время эсеры продолжают преобладать в Исполкоме солдатской секции Совета.
17 сентября 1917 года председателем Президиума Моссовета становится большевик В. П. Ногин, 25 сентября 1917 года Петросовет возглавляет Л. Д. Троцкий, который уже был председателем Петросовета в 1905 году. На сторону большевиков переходят солдатские комитеты, в первую очередь Северного и Западного фронтов, Петроградский гарнизон и Центробалт. На II съезде депутатов Балтфлота принята резолюция о том, что флот «не подчиняется правительству», избран большевистско-левоэсеровский ЦК Балтфлота.
«Большевизация» солдатских комитетов идёт снизу и доходит до комитетов полкового уровня. В то же время армейские комитеты вплоть до ноября 1917 года остаются эсеро-меньшевистскими. Одной из ближайших задач большевиков становится организация массового перевыбора армейских комитетов с тем, чтобы ввести в их состав своих сторонников.
Получив до 90 % мест в Петросовете, большевики начинают активную работу по завоеванию приближающегося II Всероссийского Съезда Советов, и, соответственно, его постоянного органа — ВЦИК. В преддверии II Съезда большевистский Петросовет организовывает областной съезд, I Съезд Советов Северной области, в которую был включён Петроград, а также представители Балтийского флота. Съезд прошёл 11—13 (24—26) октября 1917 в Петрограде, и характеризовался резким преобладанием радикальных социалистов: из 94 делегатов съезда насчитывалось 51 большевик и 24 левых эсера
.
Ленин, «немедленно предоставляя» землю крестьянам и проповедуя захват, фактически подписался под анархистской тактикой и под эсеровской программой. То и другое было любезно и понятно мужичку, который отнюдь не был фанатическим сторонником марксизма. Но то и другое, по меньшей мере 15 лет, поедом ел марксист Ленин. Теперь это было брошено. Ради любезности и понятности мужичку Ленин стал и анархистом, и эсером.
Троцкий же так разрешал одним духом все продовольственные затруднения, что небу становилось жарко… В каждую деревню Советская власть пошлёт солдата, матроса и работницу (на десятках митингов Троцкий говорил почему-то именно работницу); они осмотрят запасы у зажиточных, оставят им сколько надо, а остальное бесплатно — в город или на фронт… Петербургская рабочая масса с энтузиазмом встречала эти обещания и перспективы.
Понятно, что всякая «конфискация» и всякая «бесплатность», рассыпаемые направо и налево с царской щедростью, были пленительны и неотразимы в устах друзей народа. Перед этим не могло устоять ничто. И это было источником самопроизвольного и неудержимого развития этого метода агитации… Богачи и бедняки; у богачей всего много, у бедняков ничего нет; всё будет принадлежать беднякам, всё будет поделено между неимущими. Это говорит вам ваша собственная рабочая партия, за которой идут миллионы бедноты города и деревни, — единственная партия, которая борется с богачами и их правительством за землю, мир и хлеб.
Всё это бесконечными волнами разливалось по всей России в последние недели… Всё это ежедневно слышали сотни тысяч голодных, усталых и озлобленных… Это было неотъемлемым элементом большевистской агитации, хотя и не было их официальной программой.
Но возникает деликатный вопрос: был ли социализм в этой «платформе»? Не пропустил ли я социализма? Приметил ли я слона?…
Движение масс явно выходило из берегов. Рабочие районы Петербурга кипели на глазах у всех. Слушали одних большевиков и только в них верили. У знаменитого цирка «Модерн», где выступали Троцкий, Луначарский, Володарский, все видели бесконечные хвосты и толпы людей, которых уже не вмещал переполненный огромный цирк. Агитаторы звали от слов к делу и обещали совсем близкое завоевание Советской власти. И наконец в Смольном заработали над созданием нового, более чем подозрительного органа «обороны»…
Эсеро-меньшевистский ВЦИК отказался признавать законность этого съезда, обвинив большевиков в нарушении избирательных процедур. Как отмечает Ричард Пайпс, приглашения выслать своих делегатов на съезд были разосланы от непризнанного Областного комитета армии, флота и рабочих Финляндии (ОКАФРФ) только тем Советам, где большевики имели большинство, причём такие приглашения были разосланы даже в Московскую губернию, в Северную область не входившую. С другой стороны, руководство РСДРП(б), в первую очередь лично Ленин, рассматривали возможность объявить высшей властью именно Съезд Северной области. 8 октября Ленин пишет «Письмо к товарищам большевикам, участвующим на областном съезде Советов Северной области», в котором прямо призывает к восстанию. В своём выступлении на съезде большевик Сокольников Г. Я. также призвал к восстанию, и заявил о том, что «проведение съезда в Петрограде не случайно, так как, может быть, именно он начнет восстание», однако по итогам съезда делегаты приняли резолюцию о том, что вопрос о власти должен решить II Всероссийский Съезд Советов.
На Съезде Советов Северной области избирается Северный областной комитет в составе 11 большевиков и 6 левых эсеров, развернувший бурную деятельность по подготовке II Всероссийского съезда. 16 октября от имени контролировавшихся радикалами Петросовета, Моссовета и Съезда Советов Северной области были разосланы телеграммы Советам на местах с предложением прислать своих делегатов на Съезд к 20 октября. Эта деятельность проходила на фоне нежелания меньшевиков и правых эсеров вообще созывать этот Съезд, как фактически предрешающий волю Учредительного собрания по вопросу о власти в стране. Особенно сильным было противодействие правоэсеровских постоянных органов I Всероссийского Съезда Советов крестьянских депутатов; так, 12 октября ВЦИК этого Съезда объявил созыв «преступной затеей, гибельной для Родины и революции», а 24 октября разослал крестьянским Советам телеграммы с требованием в Съезде участия «не принимать». Ричард Пайпс также указывает, что инициатива областного Съезда Советов по созыву II Всероссийского Съезда Советов сама по себе являлась незаконной. Согласно существовавшим на тот момент процедурам, созывать новый Всероссийский Съезд Советов имел право только ВЦИК — постоянный орган предыдущего Съезда, однако ВЦИК был по составу эсеро-меньшевистским, и созывать новый Съезд он не собирался.
Вместе с тем на начало октября из 974 действовавших в стране Советов рабочих и солдатских депутатов 600 высказываются за разгон Временного правительства и уничтожение системы «двоевластия». В то же время добиться большевизации Советов крестьянских депутатов не удалось; из 455 таких Советов в 264 вообще не было большевистских фракций.
Успехи большевиков на выборах в традиционные органы самоуправления также были скромными: в столичной Петроградской городской думе большевистская фракция набрала 33,5 % голосов, в Москве 11,6 %, по 50 губернским городам 7,5 %, по уездным 2,2 %. При этом эсеры получают в Петроградской городской думе 37,5 %, по 50 губернским городам около 50 %.
В октябре в Петроград конспиративно возвращается Ленин. Уже с 15 сентября он начинает активно склонять своих сторонников к началу подготовки нового восстания (письма «Большевики должны взять власть» и «Марксизм и восстание»), не дожидаясь, пока Керенский сдаст Петроград немцам или всё-таки соберёт Учредительное собрание (выборы которого после долгой задержки наконец всё-таки были назначены Временным правительством на 12 ноября). Троцкий называет предложения Ленина поднимать восстание немедленно «излишне импульсивными» и предлагает отложить его до созыва II Всероссийского Съезда Советов. Каменев предлагает восстание не поднимать, письма Ленина «сжечь».
В письме «Марксизм и восстание» Ленин заявляет, что
| …к числу наиболее злостных и едва ли не наиболее распространенных извращений марксизма … принадлежит оппортунистическая ложь, будто подготовка восстания, вообще отношение к восстанию, как к искусству, есть «бланкизм»….восстание, чтобы быть успешным, должно опираться не на заговор, не на партию, а на передовой класс … на революционный подъем народа…на такой переломный пункт в истории нарастающей революции, когда активность передовых рядов народа наибольшая, когда всего сильнее колебания в рядах врагов и в рядах слабых половинчатых нерешительных друзей… 3-4 июля…условий для победы восстания тогда не было…Не было ещё большинства у нас среди рабочих и солдат столиц. Теперь оно есть в обоих Советах…Не было тогда всенародного революционного подъема. Теперь он есть после корниловщины….Не было тогда колебаний, в серьёзном общеполитическом масштабе, среди врагов наших и среди половинчатой мелкой буржуазии. Теперь колебания гигантские…. |

Эсеро-меньшевистский ВЦИК обвиняет большевиков в махинациях при организации выборов II Съезда; в нарушение избирательных процедур, большевики организовали выборы солдатских делегатов не от эсеро-меньшевистских солдатских комитетов уровня армий, а от настроенных в основном пробольшевистски солдатских комитетов уровня полков, дивизий и корпусов, причём большевики развернули деятельность по переизбранию и армейских комитетов. Кроме того, большевики в полной мере воспользовались существовавшей тогда в системе Советов хаотичностью и непропорциональным представительством, искусственно завысив число делегатов от тех Советов, где они имели большинство. В результате, например, 10 % делегатов Съезда составили латыши, что никак не соответствовало их доле в населении. Крестьянское большинство населения страны, поддерживавшее в первую очередь эсеров, на Съезде вообще не было представлено; II Всероссийский Съезд крестьянских депутатов проходил, как и I Съезд, отдельно от Съезда рабочих и солдатских депутатов.
Заранее объявив II Съезд Советов незаконным, ВЦИК, однако, согласился на его созыв, перенеся только дату открытия Съезда с 20 на 25 октября, и заявив, что Съезд «должен работать не более трёх дней». Ленин продолжает склонять большевиков начать восстание немедленно, не дожидаясь Съезда, а сторонников его переноса называет «фетишистами 25 октября».